# 三木晴雄
三木 晴雄（みき はるお、1939年7月15日 - ）は、日本の実業家。

## 概要
玉の肌石鹸、ミヨシ石鹸各社の代表取締役会長である。
- 自由学園、 玉川大学文学部英米文学科卒。
- 父はミヨシ油脂元社長の三木春逸、祖父はミヨシ石鹸工業（現・ミヨシ石鹸）の創業者のひとりである三木巳之吉。

## 略歴
- 1963年（昭和38年）3月  玉川大学文学部英米文学科卒業。同年7月、玉の肌石鹸株式会社入社
- 1973年（昭和48年）8月 玉の肌石鹸株式会社　代表取締役専務
- 1986年（昭和61年）10月 ミヨシ株式会社　代表取締役社長
- 1990年（平成2年）3月 玉の肌石鹸株式会社　代表取締役社長
- 1996年（平成8年）10月 ミヨシ石鹸製造株式会社　代表取締役社長
- 2003年（平成15年）1月 ミヨシ株式会社とミヨシ石鹸製造が合併しミヨシ石鹸株式会社に改組、代表取締役社長
- 2007年（平成19年）  5月 新生ミツワ石鹸　代表取締役社長
- 2016年（平成28年）  玉の肌石鹸株式会社　ミヨシ石鹸株式会社　代表取締役会長

## 著作
- 石けん屋さんが書いた石けんの本 (HANDS Book)

（三木春逸との共著。1992年（平成4年）8月、三水社）ISBN 978-491560760-8
- 世界が見えてくる身近なもののはじまり 第2期〈第5巻〉せっけん (大型本)

（柴田智子、安藤夫紀子との共著。2002年（平成14年）2月、PHP研究所）ISBN 978-456968315-7